# Commandant de l'Aviation royale canadienne
Le chef d'état-major de la Force aérienne (Chief of the Air Staff en anglais) est le commandant de l'Aviation royale du Canada des Forces armées canadiennes. Son quartier général est situé à même les quartiers généraux de la Défense nationale à Ottawa en Ontario et il reçoit ses directions du chef d'état-major de la Défense. 
Il s'agit actuellement du lieutenant-général Al Meinzinger.

## Annexe